# دینو گاوینا
«احساس‌انگیزترین و هیجان‌انگیزترین سازندگان مبلمان در جهان»
(مارسل بروئر)

دینو گاوینا (به ایتالیایی: Dino Gavina) (زادهٔ ۷ نوامبر ۱۹۲۲ میلادی در سن جیووانی این پرسیچتو - درگذشتهٔ ۶ آوریل ۲۰۰۷ میلادی در بولونیا) یک کارآفرین، طراح و ناشر ایتالیایی بود.
او یکی از مهم‌ترین چهره‌های کارآفرین در بخش مبلمان و طراحی ایتالیا (و همچنین از پیشگامان آن) است، او مؤسس شرکت‌های: گاوینا، فلوس، سیمون و پارایدیزوترستره (به معنی: بهشت‌زمینی) است که برای او یک جایزهٔ مهم طراحی صنعتی و اختصاص نمایشگاه‌هایی در سراسر جهان را به ارمغان آورد.

## زندگی‌نامه

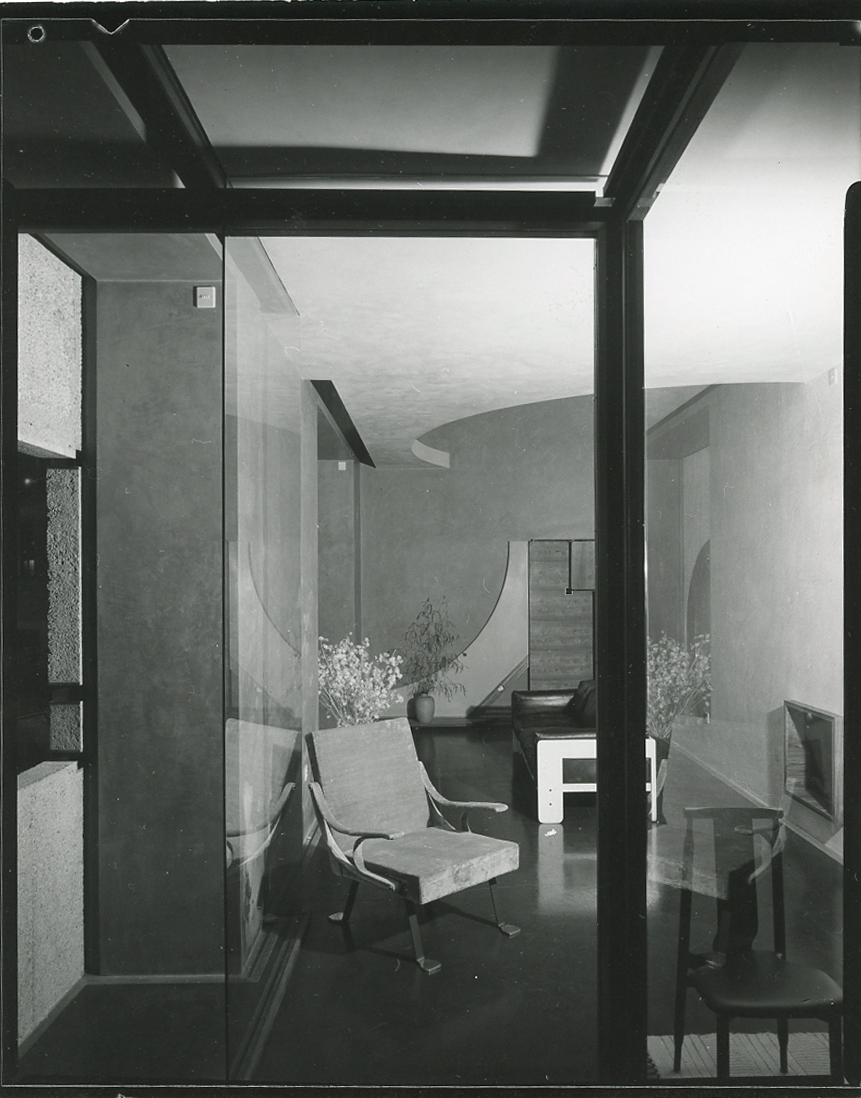
فروشگاه گاوینا در بولونیا، راه‌اندازی شده توسط کارلو اسکارپا. عکس از: پائولو مونتی.

او فعالیت حرفه‌ای خود را به عنوان طراح صحنه برای تئاتر در نیمهٔ دوم دههٔ ۱۹۴۰ میلادی آغاز کرد، هنرهای تجسمی اشتیاق بزرگ دینو بود، علاقه‌ای که با کار در تئاتر «لا سوفیتا» در بولونیا شکل گرفت، جایی که او اشیاء را خلق و نگارش صحنه‌ را هدایت می‌کرد. مسیر او به سمت فعالیت اصلی خود که باعث شهرت او در سراسر جهان شد در سال ۱۹۵۳ میلادی با افتتاح فروشگاهی آغاز شد که در آن کاپوت‌های جیپ و اثاثه یا لوازم داخلی واگن‌های راه‌آهن و همچنین لوازم جانبی مبلمان را تولید می‌کرد و می‌فروخت. با این حال، او اشتیاق خود را به عنوان یک راهبر رها نکرد، علاقه‌ای که او را به ملاقات لوچو فونتانا سوق داد، فونتانا اصرار داشت او را به میلان ببرد و در میلان، در سال ۱۹۵۳ میلادی در حالی که او در حال راه‌اندازی ایکس تری‌یناله دی میلانو بود، فونتانا، گاوینا را با برخی افراد سرشناس آشنا کرد؛ معماران معروفی چون: کارلو مولینو، کارلو د کارلی، پیر جاکومو کاستیلیونی و کارلو اسکارپا. چند سال بعد او کازوهیده تاکاهاما را ملاقات کرد که با او دوستی عمیقی برقرار کرد. دینو با فونتانا همکاری پر جنب و جوشی را آغاز کرد، در واقع این فونتانا بود که گاوینا را به سمت طراحی صنعتی هدایت کرد و ۷ سال بعد، در سال ۱۹۶۰ میلادی، دینو گاوینا شرکت گاوینا را تأسیس کرد که در آنجا تصمیم گرفت نقش خود را به مدیر عاملی محدود کند و کارلو اسکارپا را به ریاست برگزیند. این شرکت در بخش مبلمان فعالیت می‌کرد و اولین بار در این بازار با صندلی راحتی سنلوکا، اولین ثمرهٔ دوستی بزرگ با پیر جاکومو کاستیلیونی، شروع به کار کرد. گاوینا نقطهٔ مرجع و الهام بخش بسیاری از شرکت‌های ایتالیایی و بین‌المللی دیگر در این بخش بوده است. در سال ۱۹۶۲ میلادی به همراه چزاره کاسینا، فلوس را که هنوز هم یکی از مهم‌ترین شرکت‌های فعال در زمینهٔ نورپردازی مبلمان است، تأسیس کرد. شش سال بعد، در سال ۱۹۶۸ میلادی استودیوی سیمون را به همراه ماریا سیمونچینی تأسیس کرد. در سال ۱۹۶۰ میلادی، نمادهای طراحی ایتالیایی آکیله کاستیلیونی و پیر جاکومو کاستیلیونی تصمیم گرفتند تولید صندلی لیرنا را به تنهایی به او بسپارند، جایی که یکی از مهم‌ترین آثارشان به لیرنا، شهری مشهور در دریاچهٔ کومو، تقدیم شده است؛ مکانی که خانه/استودیوی پدر مجسمه‌سازشان جانینو کاستیلیونی، در آن قرار داشت. یک جایزهٔ مهم در بخش طراحی صنعتی نیز به نام او اختصاص داده شده است، جایزه دینو گاوینا که توسط نمایشگاه مبلمان پزارو: دومو۳۶۰ انتشار یافت. دینو گاوینا گذشته از مهارت‌های کارآفرینی خود، به عنوان یکی از تأثیرگذارترین چهره‌ها در دنیای طراحی صنعتی شناخته می‌شود، او اغلب به عنوان پدر طراحی شناخته می‌شود، همان‌ گونه که ما امروزه آن را می‌شناسیم، و البته نه تنها طراحی ایتالیایی بلکه طراحی به مفهوم بین‌المللی، دلیل آن نه تنها به خاطر تأسیس سه شرکت از مهم‌ترین شرکت‌های در این بخش، بلکه مهم‌تر از همه به خاطر نوآوری‌ها و تأثیرات قوی است که با شرکت گاوینا وارد میدان کرد. آنتی پانسرا او را به عنوان «متجاوزترین مسئول "عرضه‌کنندهٔ" ایتالیایی» تعریف کرد. پس از مرگ او، نمایشگاه مهمی به او اختصاص یافت: دینو گاوینا، فلاش‌های طراحی در گالری هنر مدرن بولونیا در بولونیا. با نمایشگاه برخی از تولیدات منحصر به فرد او از جمله لیرنای سال ۱۹۶۹ میلادی.